# OzIris
OzIris in Parc Astérix (Plailly, Hauts-de-France, Frankreich) ist eine Stahlachterbahn vom Modell Inverted Coaster des Herstellers Bolliger & Mabillard, die am 7. April 2012 eröffnet wurde.
Die 40 Meter hohe Bahn verfügt auf 1000 m über fünf Inversionen: ein Dive-Loop, ein Looping, ein Immelmann sowie zwei Zero-g-Rolls.

## Züge
OzIris besitzt drei Züge mit jeweils acht Wagen. In jedem Wagen können vier Personen (eine Reihe) Platz nehmen.